# Богумил Макоун
Богумил «Мілда» Макоун (чеськ. Bohumil Macoun, нар. 21 грудня 1886, Виногради, Прага, Богемія — пом. 1915) — чеський футболіст, що грав на позиції півзахисника.

## Футбольна кар'єра
У 1905—1913 роках виступав у складі провідної команди країни того часу  — «Славії». Чемпіон Богемії 1913 року, триразовий володар кубка милосердя у 1910, 1911 і 1912 роках, дворазовий фіналіст у 1913 і 1914 роках. Загалом у складі «Славії» зіграв 337 матчів і забив 34 голи.
У 1906 році Макоун дебютував у складі збірної Богемії у грі проти збірної Угорщини (4:4). Ще один матч зіграв у 1908 році. У Празі Богемія поступилась з рахунком 0:4 збірній Англії.
У липні 1913 року «Славія» провела у Спліті два товариських матчі з місцевою командою «Хайдук». Ці матчі стали першими міжнародними для «Хайдука» і завершились впевненими перемогами гостей з 0:9 і 1:3. По завершенні ігор два гравці «Славії» Богумил Макоун і Отто Богата залишились у Спліті, щоб тренувати команду «Хайдук». Після кількамісячного перебування у Хорватії, обидва повернулись до «Славії».
Загинув під час Першої світової війни у 1915 році у віці 29 років.